# Petar Segrt
Petar Segrt, chorw. Petar Šegrt (ur. 8 maja 1966 w Đurđevacu) – niemiecki piłkarz pochodzenia chorwackiego, grający na pozycji obrońcy, trener piłkarski.

## Kariera piłkarska

### Kariera klubowa
Wychowanek klubów VFR Hirsau, FC Alzenberg Wimberg i FV Calw. W 1984 rozpoczął karierę piłkarską w FV Calw. Potem występował w amatorskich FV Plochingen, TSV Schweickheim, SV Allmersbach, FC Walldorf i SV Waldhof Mannheim A. Po pierwszej kontuzji, podczas rehabilitacji zaczął pracę jako młodszy trener FV Calw, gdy miał zaledwie 17 lat. Ze względu na jego drugą kontuzję kolana w wieku 27 lat musiał zakończył karierę piłkarza w 1993 roku.

## Kariera trenerska
Po zakończeniu kariery piłkarza rozpoczął pracę szkoleniowca. Posiada UEFA Pro Licence. Ukończył kurs trenerski Licencji UEFA „B” w listopadzie 1993 roku w Ruit, Licencji UEFA „A” w lipcu 1995 roku w Hennef, Licencji UEFA Pro w październiku 2001 roku w Kolonii w Niemczech. Najpierw pomagał trenować niemieckie kluby VfL Bochum, MSV Duisburg i SV Waldhof Mannheim. Po zdobyciu Licencji UEFA Pro w 2001 wyjechał do Austrii, gdzie pracował z klubami DSV Leoben, SV Ried i Wiener SC. W 2006 został zaproszony do sztabu szkoleniowego narodowej reprezentacji Gruzji, którą kierował Klaus Toppmöller. Od 2006 do 2008 stał równocześnie na czele młodzieżowej reprezentacji Gruzji. Po odejściu Klausa Toppmöllera 1 kwietnia 2008 objął tymczasowo stanowisko selekcjonera narodowej reprezentacji Gruzji. W końcu 2010 został zaproszony przez Konsorsium Liga Premier Indonezji do zbudowania nowego klubu w indonezyjskiej zawodowej piłki nożnej z siedzibą w Bali. Po zakończeniu swej pracy z Bali Devata F.C. Konsorcjum zaoferował mu nową pracę w październiku 2011 jako trener byłego mistrza Indonezji PSM Makassar, którym kierował do 2013. We wrześniu 2014 zgodził się na propozycję prowadzenia bośniackiego NK Zvijezda Gradačac. Obecnie jest wolnym agentem reprezentacji Afganistanu.